# Bataille de la baie de Køge
Cet article concerne la bataille livrée durant la guerre de Scanie. Pour le combat au même endroit qui eut lieu en 1710, voir Bataille de la baie de Køge (1710).
Guerre de Scanie
Batailles
- Fehrbellin
- Jasmund
- Öland
- Halmstad
- Lund
- Fehmarn
- Malmö
- Køge
- Landskrona
- Marstrand
- Uddevalla
- Warksow
- Stralsund

La bataille navale de la baie de Køge ou de Kjöge est livrée les 1er et 2 juillet 1677 pendant la guerre de Scanie. La marine danoise met en déroute une flotte suédoise et remporte l'une des victoires les plus éclatantes de son histoire.

## Prélude
La marine suédoise souhaite reprendre le contrôle de la mer Baltique, qu'elle a perdu l'année précédente à l'issue de la bataille d'Öland, afin d'entraver les transports de troupes danoises vers la Scanie.
Le 20 mai, une escadre suédoise quitte Göteborg sans attendre le reste de la flotte et se fait battre lourdement à la bataille de Fehmarn par la flotte danoise.
Le 9 juin 1677, la flotte suédoise principale quitte Dalarö, près de Stockholm. Le 13 juin, les navires Kalmar, Andromeda et Gustavus la rejoignent au large d'Öland. Le 24 juin, c'est au tour de l'escadre danoise d'appareiller. Elle quitte Copenhague mais un manque de vent la contraint à mouiller l'ancre près des falaises de Stevns Klint, au sud de la baie de Køge. Au matin du 29, les deux flottes sont en vue l'une de l'autre.
L'escadre suédoise commandée par Henrik Horn (en) est a priori en position de supériorité, elle aligne 34 navires manœuvrés par 8 260 hommes et 1792 canons, alors que la flotte danoise de Niels Juel dispose de 27 navires, 6 700 hommes et 1354 canons.

## La bataille
Le 1er juillet, vers 8 heures du matin, Horn lève l'ancre et se dirige vers la flotte danoise. Il envoie deux bâtiments en avant afin de susciter une réaction de Juel. Celui-ci ordonne à son tour à deux de ses navires de se porter à la rencontre des deux bâtiments suédois. Finalement, les deux flottes se forment en ligne et se canonnent à distance sans résultat décisif.
Le lendemain, le combat reprend dès le lever du jour sans avantage décisif jusqu'à ce que le vent tourne en début d'après-midi. Niels Juel, qui avait anticipé ce changement de vent, le met à profit pour briser la ligne de bataille suédoise, isolant ainsi plusieurs de ses plus gros vaisseaux de ligne. C'est l'instant crucial de la bataille qui tourne alors au désastre pour la flotte suédoise.
Les Suédois perdent 8 vaisseaux de ligne, plusieurs navires plus petits et environ 3 000 hommes alors que la flotte danoise n'a perdu aucun navire et compte moins de 400 morts ou blessés. C'est la plus grande victoire navale de l'histoire du Danemark.